# MTV Unplugged

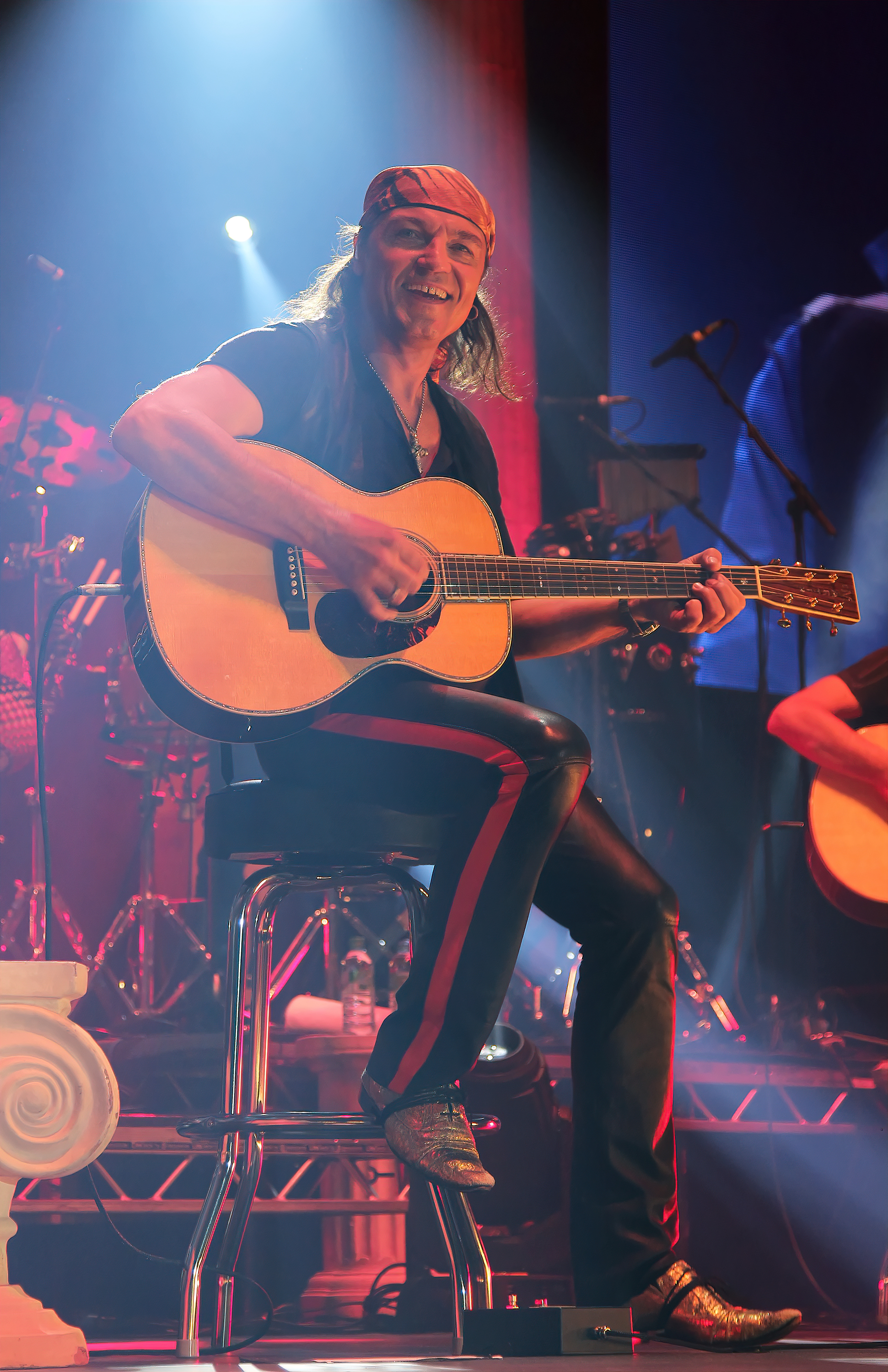
Zespół Scorpions podczas koncertu z serii MTV Unplugged (kwiecień 2014)

MTV Unplugged – seria koncertów, podczas których artyści śpiewają na żywo przy akompaniamencie wyłącznie instrumentów akustycznych.
Poniżej niekompletna lista wykonawców, którzy wzięli udział w nagraniach.
| Wykonawca                                 | Tytuły zarejestrowanych albumów        | Uwagi |
| ----------------------------------------- | -------------------------------------- | --- |
| 10,000 Maniacs                            |                                        | |
| 30 Seconds to Mars                        |                                        | |
| Aerosmith                                 |                                        | |
| Alanis Morissette                         |                                        | |
| Alejandro Sanz                            |                                        | |
| Alice in Chains                           | Unplugged                              | Pierwszy publiczny występ zespołu po 3 letniej przerwie w koncertowaniu. Zapis widowiska odbył się w Brooklyn Academy of Music w Nowym Jorku. Kilka miesięcy po koncercie MTV, grupa zagrała koncert w Kansas City 3 lipca. Był to ostatni raz gdy za mikrofonem stanął wokalista formacji Layne Staley. |
| Alicia Keys                               | Unplugged                              | |
| Annie Lennox                              |                                        | |
| Archive                                   | Unplugged                              | |
| Arrested Development                      |                                        | |
| Babyface                                  |                                        | |
| Björk                                     |                                        | |
| Bob Dylan                                 | MTV Unplugged                          | |
| Bon Jovi                                  |                                        | Krótki występ Richiego Sambory i Jona Bon Jovi w roku 89' zainicjował serię koncertów unplugged. Był to pierwszy występ tego typu na MTV. |
| Boyz II Men                               |                                        | |
| Brodka                                    | MTV Unplugged                          | |
| Bruce Springsteen                         |                                        | W przeciwieństwie do założeń programu, większość występu Bruce Springsteena została wykonana na instrumentach ze wzmacniaczami. |
| Bryan Adams                               |                                        | |
| Café Tacuba                               |                                        | |
| Cássia Eller                              |                                        | |
| Chage & Aska                              |                                        | |
| Charly García                             |                                        | |
| Cheyenne Kimball                          |                                        | |
| Chris Isaak                               |                                        | |
| The Church                                |                                        | |
| The Corrs                                 |                                        | Koncert został zarejestrowany w 1999 roku. Zespół wykonał swoje ówczesne największe przeboje oraz interpretacje utworów wykonawców takich jak: Fleetwood Mac (Dreams), Jimmy McCarthy (No Frontiers śpiewany przez Sharon i Caroline) oraz R.E.M. (Everybody Hurts). Wersja CD (wydana 1999) nie zawiera utworu Dreams, który występuje w wydaniu DVD (z 2001). |
| The Cranberries                           |                                        | W 1995 roku zespół uczestniczył w MTV Unplugged. Zagrali 9 utworów : 1. Dreaming My Dreams 2. Ode To My Family 3. Linger 4. Free To Decide 5. I'm Still Remembering 6. Empty 7. Zombie 8. Yesterday's Gone 9. No Need To Argue |
| Crowded House                             |                                        | |
| The Cure                                  |                                        | |
| Daryl Hall & John Oates                   |                                        | |
| Dashboard Confessional                    |                                        | |
| Denis Leary                               |                                        | |
| Die Ärzte                                 |                                        | |
| Die Fantastischen Vier                    |                                        | |
| Dir en Grey                               |                                        | |
| Diego Torres                              |                                        | |
| Die Toten Hosen                           |                                        | |
| Duran Duran                               |                                        | |
| Elton John                                |                                        | |
| Eric Clapton                              | Unplugged                              | |
| Erykah Badu                               |                                        | |
| Fiona Apple                               |                                        | |
| Florence and the Machine                  | MTV Unplugged                          | |
| Gal Costa                                 |                                        | |
| George Michael                            |                                        | |
| Giorgia Todrani                           |                                        | |
| Great White                               |                                        | |
| Herbert Grönemeyer                        |                                        | |
| Hey                                       | MTV Unplugged                          | 10 września 2007 w warszawskim Teatrze Roma został nagrany koncert Unplugged zespołu Hey. Pierwsza emisja na MTV odbyła się 18 października 2007, natomiast płyty CD i DVD zostały wydane 19 listopada. |
| Hikaru Utada                              |                                        | |
| Hinder                                    |                                        | |
| Hole                                      |                                        | |
| Hootie & the Blowfish                     |                                        | |
| Illya Kuryaki and the Valderramas         |                                        | |
| Iron Maiden                               |                                        | |
| Incubus                                   |                                        | |
| The Indigo Girls                          |                                        | |
| Jay-Z oraz The Roots                      |                                        | |
| Jodeci                                    |                                        | |
| Joe Cocker                                |                                        | |
| Joe Satriani                              |                                        | |
| John Mellencamp                           |                                        | |
| Jorge Ben Jor                             | Acústico MTV                           | |
| Juanes                                    |                                        | |
| Julieta Venegas                           |                                        | |
| Kasia Kowalska                            | MTV Unplugged                          | Koncert będący podsumowaniem 25 lat pracy artystycznej odbył się 8 maja 2019 w Teatrze Szekspirowskim w Gdańsku. Płyta ukazała się 25 października 2019 roku. |
| Katy Perry                                | MTV Unplugged                          | |
| Kayah                                     | MTV Unplugged                          | Kayah jest pierwszym polskim wykonawcą, uczestniczącym w oficjalnym nagraniu MTV Unplugged w Polsce. Nagranie odbyło się 28 listopada 2006 w Łodzi. Artystka wykonała 14 utworów. Wśród specjalnych gości pojawili się między innymi Anna Maria Jopek, kwartet smyczkowy 4-te, kubański perkusjonista Ariel Silva Valdes oraz kubańska wokalistka Omniris Casuso Valdes. Płyta MTV Unplugged, z zapisem tamtego wieczoru, ukazała się 23 marca 2007. Oprócz płyty CD, ukazało się również DVD będące pierwszym wydawnictwem Kayah na tym nośniku. Album został certyfikowany złotą płytą w lipcu 2007. Kayah zaśpiewała zarówno znane hity („Testosteron” i „Na Językach”) jak i premierowe utwory („Co ich to obchodzi” i „Lśnię”) oraz zaskakujący duet z Anną Marią Jopek w utworze „Kiedy mówisz”. |
| Ken Hirai                                 |                                        | |
| k.d. lang                                 |                                        | |
| Kiss                                      | Kiss Unplugged                         | |
| Korn                                      | MTV Unplugged: Korn                    | Najbardziej rozbudowany instrumentalnie występ Unplugged, KoRn w wykonywaniu swoich piosenek wykorzystał instrumenty takie jak japońskie bębny Taiko, w nagrywaniu programu pomagał dodatkowy zespół symfoniczny. Dodatkowo w programie pojawili się także goście (Amy Lee z Evanescence w piosence „Freak on a Leash” i Robert Smith z The Cure w „Make Me Bad / In Between Days”), a zespół wykonał m.in. cover piosenki „Creep” z repertuaru Radiohead. |
| Krzysztof Zalewski                        | MTV Unplugged                          | |
| Kult                                      | MTV Unplugged                          | 22 września 2010 Kult jako czwarty polski zespół nagrał koncert Unplugged. Występ został zarejestrowany w Och-Teatrze w Warszawie. Pierwsza emisja na MTV odbyła się 30 października 2010, natomiast płyty CD, DVD i Blu-ray zostały wydane 22 listopada. |
| LL Cool J                                 |                                        | |
| La Ley                                    |                                        | |
| Lady Pank                                 |                                        | |
| Lauryn Hill                               |                                        | |
| Lenny Kravitz                             |                                        | |
| Liam Gallagher                            | MTV Unplugged (Live at Hull City Hall) | |
| Live                                      | MTV Unplugged                          | |
| Los Tres                                  |                                        | |
| Maná                                      |                                        | |
| Margaret                                  | MTV Unplugged                          | |
| Mariah Carey                              | MTV Unplugged, MTV Unplugged +3        | Mariah Carey wykonała utwory z dwóch pierwszych studyjnych albumów premierową piosenkę autorstwa Carole King oraz swoją wersję klasyka The Jackson Five pt. I’ll Be There. W utworze, obok Mariah piosenkę wykonuje backgroundowy artysta Trey Lorenz. Nagranie koncertu miało miejsce w Kaufman Studios w Nowym Jorku. |
| Mando Diao                                |                                        | |
| Mary J. Blige                             |                                        | |
| Maxwell                                   |                                        | |
| Megadeth                                  |                                        | |
| Midnight Oil                              |                                        | Niektóre piosenki z Midnight Oil wykonane podczas Unplugged pojawiły się na The Real Thing. |
| Miley Cyrus                               |                                        | |
| Natalia Kukulska                          | MTV Unplugged                          | |
| Natalia Przybysz                          | MTV Unplugged                          | |
| Neil Young                                | Unplugged                              | |
| Nickelback                                | MTV Unplugged                          | |
| Nirvana                                   | MTV Unplugged in New York              | Nirvana nie tylko wykonała swoje piosenki, lecz także utwory formacji Meat Puppets i Davida Bowie, co było dość niezwykłe, gdyż inni artyści śpiewali w MTV Unplugged głównie własne utwory. |
| Oasis z Noelem Gallagherem jako wokalistą |                                        | |
| O.S.T.R.                                  | MTV Unplugged: Autentycznie            | |
| Page & Plant                              |                                        | |
| Pain of Salvation                         |                                        | |
| Paramore                                  |                                        | |
| Paul McCartney                            |                                        | Koncert został nagrany 25 stycznia 1991 w Limehouse Studios. Paul McCartney wykonał 21 piosenek nie licząc prób. Mean Woman Blues The Fool; Matchbox; Midnight Special; Be-Bop-A-Lula; I Lost My Little Girl; Here There And Everywhere; Blue Moon Of Kentucky; We Can Work It Out; San Francisco Bay Blues; I've Just Seen A Face; Every Night; She’s A Woman; Hi-Heel Sneakers; And I Love Her; That Would Be Something; Blackbird; Ain’t No Sunshine; Good Rockin' Tonight; Singing The Blues; Junk; Things We Said Today. Utwory: Mother Nature's Son; Figure of Eight; Cut Across Shorty; Heartbreak Hotel; Heart of the Country; She’s My Baby; Mrs. Vandebilt były przygotowywane ale nie zostały wykonane.                                                                                     |
| Paul Simon                                |                                        | |
| Pearl Jam                                 |                                        | Ich występ został pokazany tylko jako 30-minutowy fragment koncertu. Wykonali utwory „Oceans” i cover piosenki Neil Younga Rockin' in the Free World, które nie zostały wyemitowane. Oficjalne DVD znajduje się na reedycji płyty Ten z 2009 roku. |
| Phil Collins                              |                                        | |
| Placebo                                   | MTV Unplugged 2015                     | |
| Poison                                    |                                        | |
| Queens Of The Stone Age                   |                                        | |
| Queensrÿche                               |                                        | |
| R.E.M.                                    |                                        | Byli pierwszym (i do kwietnia 2006 jedynym zespołem), który w MTV Unplugged wystąpił dwukrotnie w 1991 i 2001 roku. |
| Ratt                                      |                                        | |
| Ricky Martin                              |                                        | |
| Rod Stewart z Ronem Woodem                |                                        | |
| Roxette                                   |                                        | Pierwszy i jedyny szwedzki zespół który przyjął propozycję nagrania koncertu; koncert ten został wydany dopiero w 2006 roku w boksie The Rox Box / Roxette 86–06. |
| Scorpions                                 | 2013 MTV Unplugged                     | |
| Seal                                      |                                        | |
| Shakira                                   | MTV Unplugged                          | Za płytę MTV Unplugged otrzymała nagrodę Grammy. |
| Sheryl Crow                               |                                        | |
| Sido                                      |                                        | |
| Soda Stereo                               |                                        | |
| Squeeze                                   |                                        | |
| Staind                                    |                                        | |
| Stevie Ray Vaughan                        |                                        | |
| Sting                                     |                                        | |
| Stone Temple Pilots                       |                                        | |
| Titãs                                     |                                        | |
| Tony Bennett                              |                                        | |
| Tori Amos                                 |                                        | |
| Udo Lindenberg                            |                                        | |
| Wilki                                     | MTV Unplugged                          | 27 lutego 2009 w warszawskim Teatrze Buffo |